# T-Mobile Center
T-Mobile Center (dawniej Sprint Center) – arena w amerykańskim mieście Kansas City w stanie Missouri. Prawa do jej nazwy posiada operator telekomunikacyjny Sprint. Obiekt został otwarty 10 października 2007 roku, a pierwszym wydarzeniem, które się w nim odbyło był koncert Eltona Johna 13 października. Pojemność T-Mobile Center wynosi ponad 19 000, w czego skład wchodzą 72 luksusowe loże.

## Historia

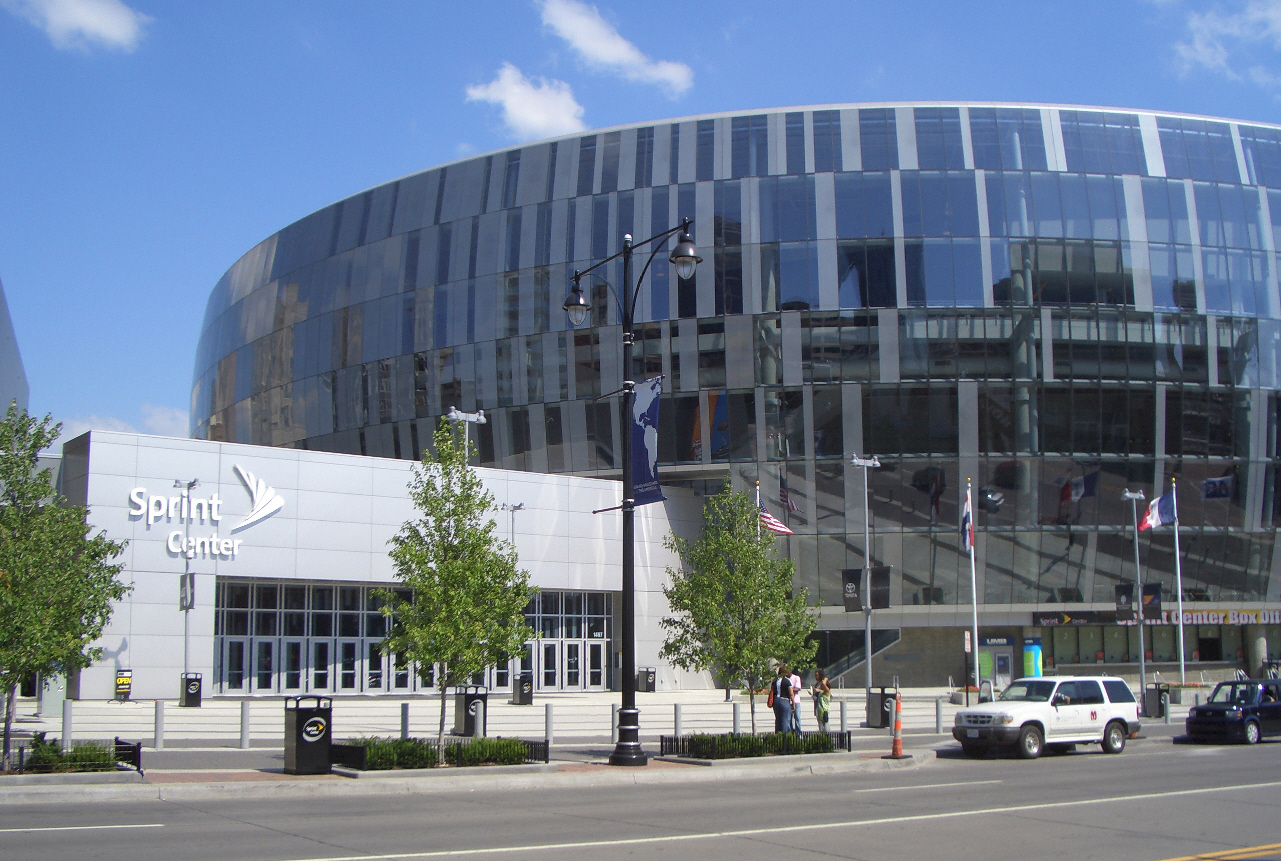
Wejście do T-Mobile Center.

Ostateczny projekt areny został wybrany w sierpniu 2005 roku, a jego autorem była Downtown Arena Design Team (kolaboracja firm architektonicznych Populous (wtedy HOK Sport), 360 Architecture, Rafael Architects i Ellerbe Becket). Prace budownicze rozpoczęły się 24 czerwca 2005 roku i zostały ukończone 11 października 2007 roku. Menedżerem konstrukcyjnym odpowiedzialnym za cały projekt było przedsiębiorstwo M.A. Mortenson Company z Minneapolis. Budynek składa się z metalowych paneli i innych części konstrukcyjnych, a także w pełni szklanej zewnętrznej fasady. Za te szczegóły konstrukcji odpowiada Architectural Wall Systems z West Des Moines w stanie Iowa. W sumie podwójnie izolowane szkło fasadowe zajmuje powierzchnię 13 000 m², a aluminiowe panele utrzymujące konstrukcję 5000 m². Poza tym wszystkie akcesoria oraz inne części składowe areny ważą ponad 200 ton, a w głównym budynku użytych zostało 2404 szklanych płyt. Na zewnątrz, wokół T-Mobile Center znajduje się również element sztuki publicznej, projekt The Moons artysty Chrisa Doyle’a.
Ściany areny są w pełni pokryte szkłem, natomiast wywnętrz niej znajduje się 360° ekran LED. Z powodu nowoczesności budynku, bardzo wiele gwiazd muzyki występuje w T-Mobile Center podczas swoich tras koncertowych. Dodatkowo, pojawiały się spekulacje, że arena mogłaby stać się domowym obiektem drużyn NBA lub NHL, jednak żadne oficjalne plany nie zostały ogłoszone.
Budowa T-Mobile Center zakończyła się zgodnie z planami, a jej koszt nie przekroczył budżetu. Arena została otwarta 10 października o 10:10, a do 22:10, po nabyciu wejściówki, dostępna była dla ludzi w formie "trasy". Składała się ona z wizyty w College Basketball Experience, dwóch otwartych stanowisk z jedzeniem: Taco Taco i Oak Street Pizza, darmowego napoju fundowanego przez UMB Bank, a także innych darmowych upominków od tego banku, m.in.: kubeczka i frisbee.
Partnerami T-Mobile Center są: UMB Bank (dlatego w arenie znajdują się bankomaty wyłącznie tego banku), Farmland, szpital University of Kansas, QuikTrip, Olevia, H&R Block, Toyota, American Century Investments, YRC Worldwide oraz oddział Time Warner Cable w Kansas City.

## Koncerty
Wśród najpopularniejszych artystów, którzy wystąpili w T-Mobile Center są m.in.:
- Elton John – 13 października 2007 (bilety wyprzedane w 90 minut)
- Rascal Flatts – 25 października 2007
- Garth Brooks – 5-12 i 14 listopada 2007 (bilety na wszystkie dziewięć koncertów wyprzedane zostały w przeciągu poniżej dwóch godzin; koncert z 14 listopada był emitowany na żywo w kinach)
- Hannah Montana/Miley Cyrus (Jonas Brothers jako support) – 3 grudnia 2007 (bilety wyprzedane w 9 minut)
- Keith Urban & Carrie Underwood – 5 marca 2008
- Bon Jovi – 17 i 22 sierpnia 2008
- The Police – 13 maja 2008
- Bruce Springsteen & The E Street Band – 24 sierpnia 2008, 26 października 2009
- American Idol – 29 i 30 sierpnia 2008
- Tina Turner – 1 i 8 października 2008 (bilety na pierwszy koncert wyprzedane w 2 minuty)
- Luis Miguel – 18 października 2008
- Janet Jackson (LL Cool J jako support) – 24 października 2008
- Metallica – 25 października 2008
- The Eagles – 9 listopada 2008
- Coldplay – 13 listopada 2008
- Céline Dion – 3 stycznia 2009 (najbardziej dochodowy koncert w historii T-Mobile Center[3])
- Lil Wayne (T-Pain, Keyshia Cole, Gym Class Heroes, Keri Hilson, Gorilla Zoe jako support) – 9 stycznia 2009
- AC/DC – 21 stycznia 2009
- Britney Spears (Pussycat Dolls jako support) – 2 kwietnia 2009
- Nickelback – 8 kwietnia 2009
- Fleetwood Mac – 8 maja 2009
- Demi Lovato – 22 lipca 2009
- Jonas Brothers – 29 lipca 2009
- Toby Keith & Trace Adkins – 31 lipca 2009
- Keith Urban & Taylor Swift – 8 sierpnia 2009
- Cruefest 2 z Motley Crue, Godsmack, Theory of a Deadman i Charm City Devils – 9 sierpnia 2009
- Green Day – 12 sierpnia 2009